# Joinville (Francja)
Joinville – miejscowość i gmina we Francji, w regionie Grand Est, w departamencie Górna Marna.
Według danych na rok 1990 gminę zamieszkiwało 4755 osób, a gęstość zaludnienia wynosiła 251 osób/km².

## Galeria

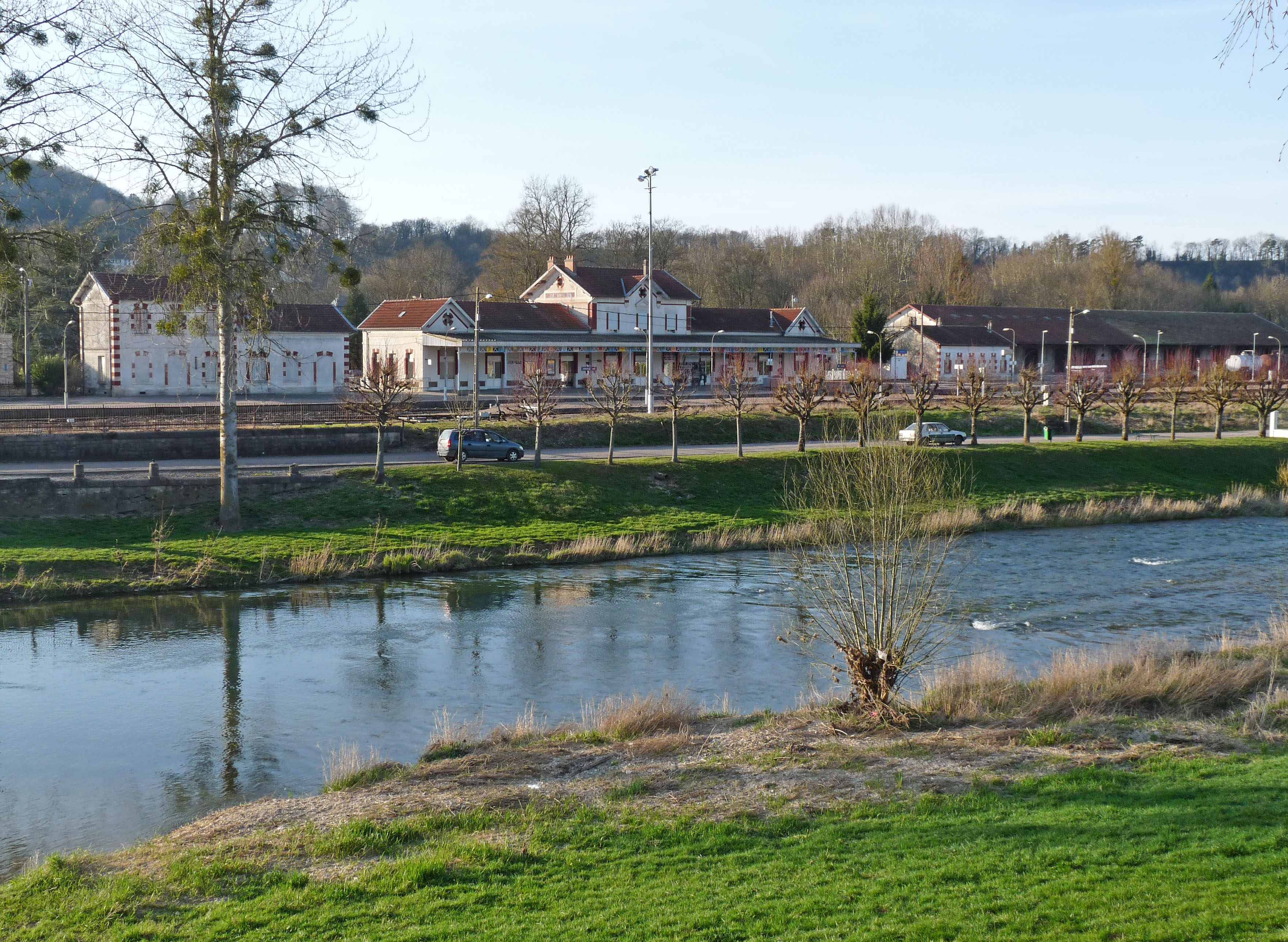
Dworzec kolejowy w Joinville, 2011
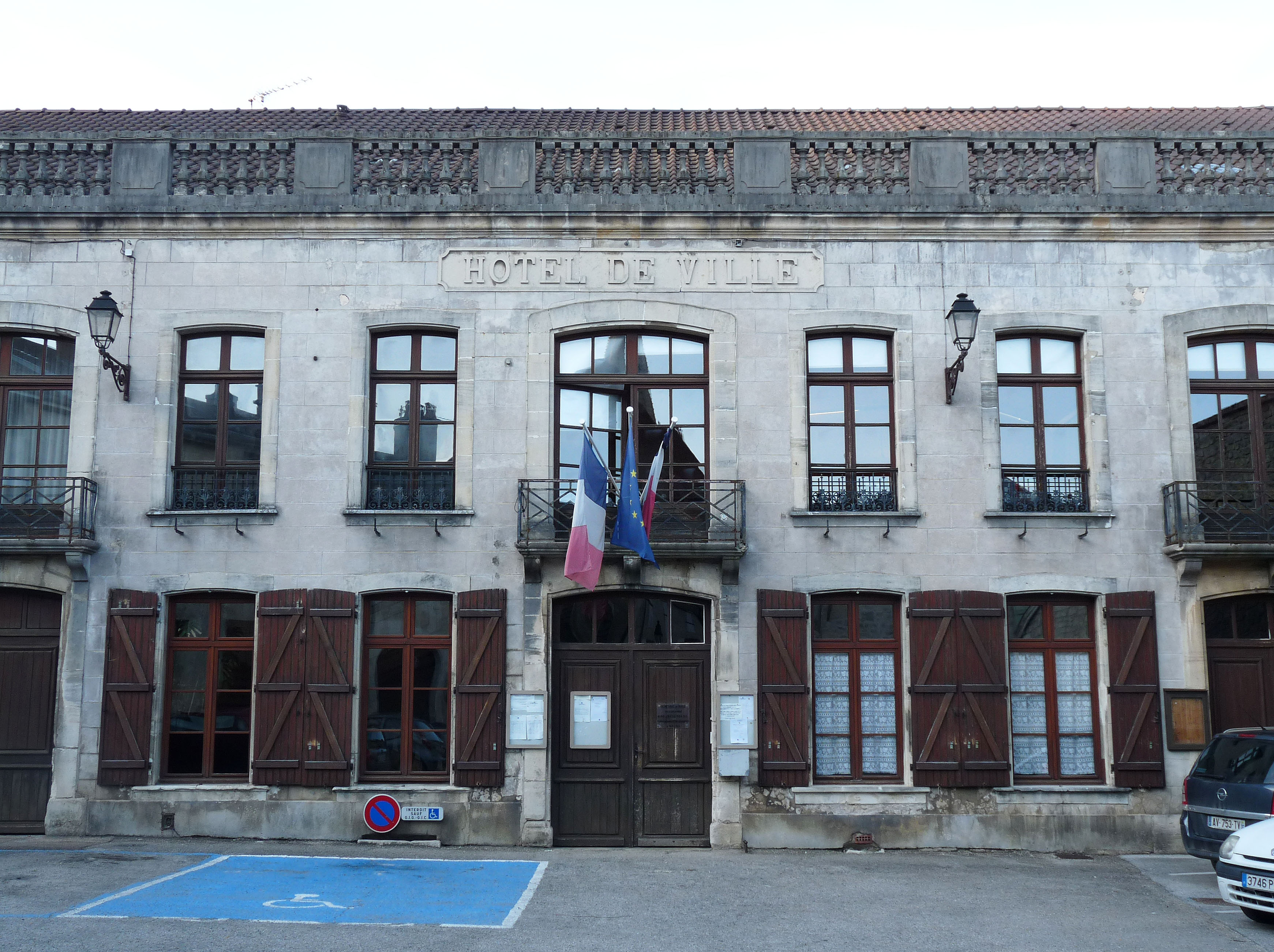
Ratusz w Joinville, 2011
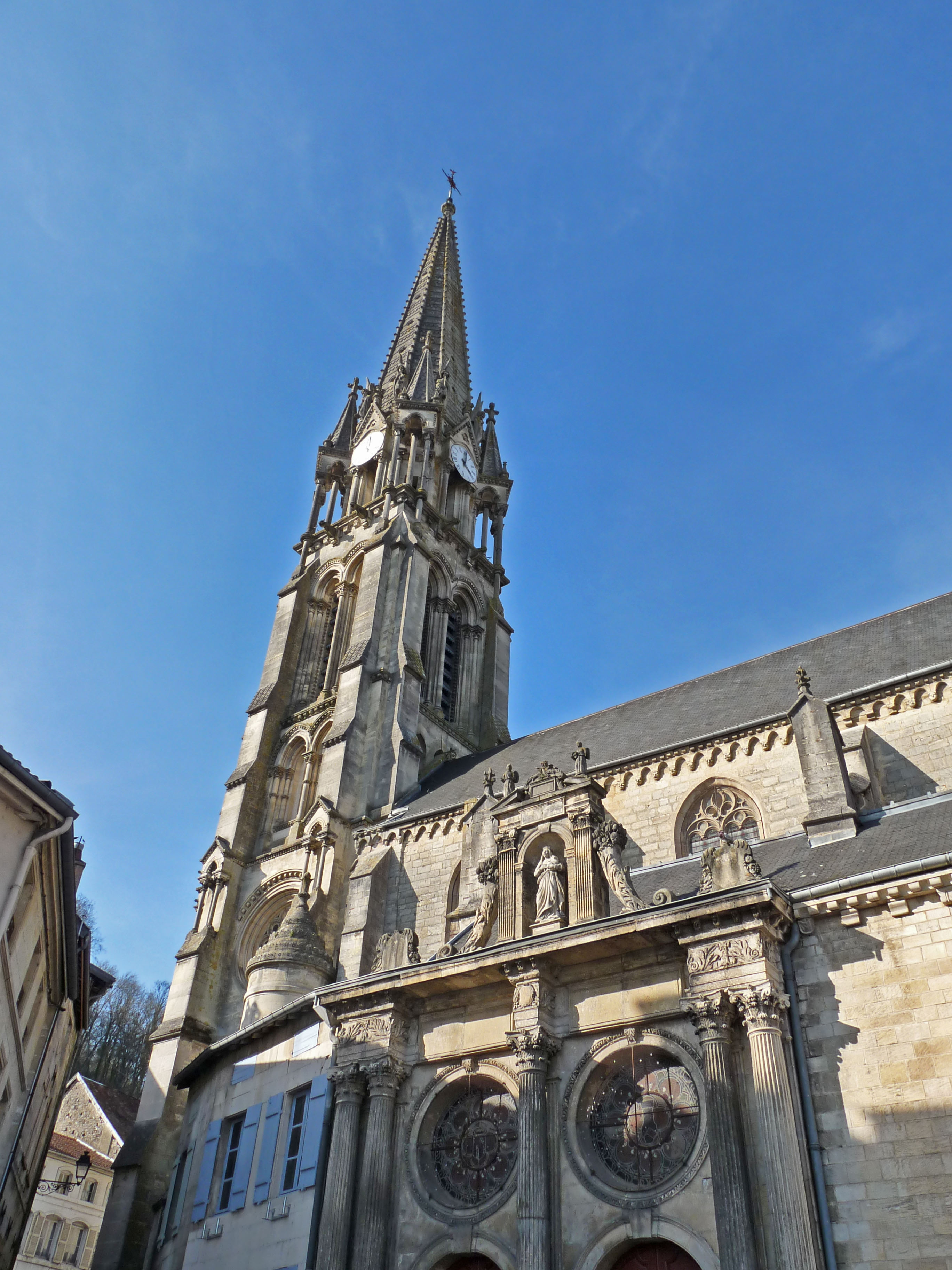
Kościół Notre-Dame w Joinville, 2011
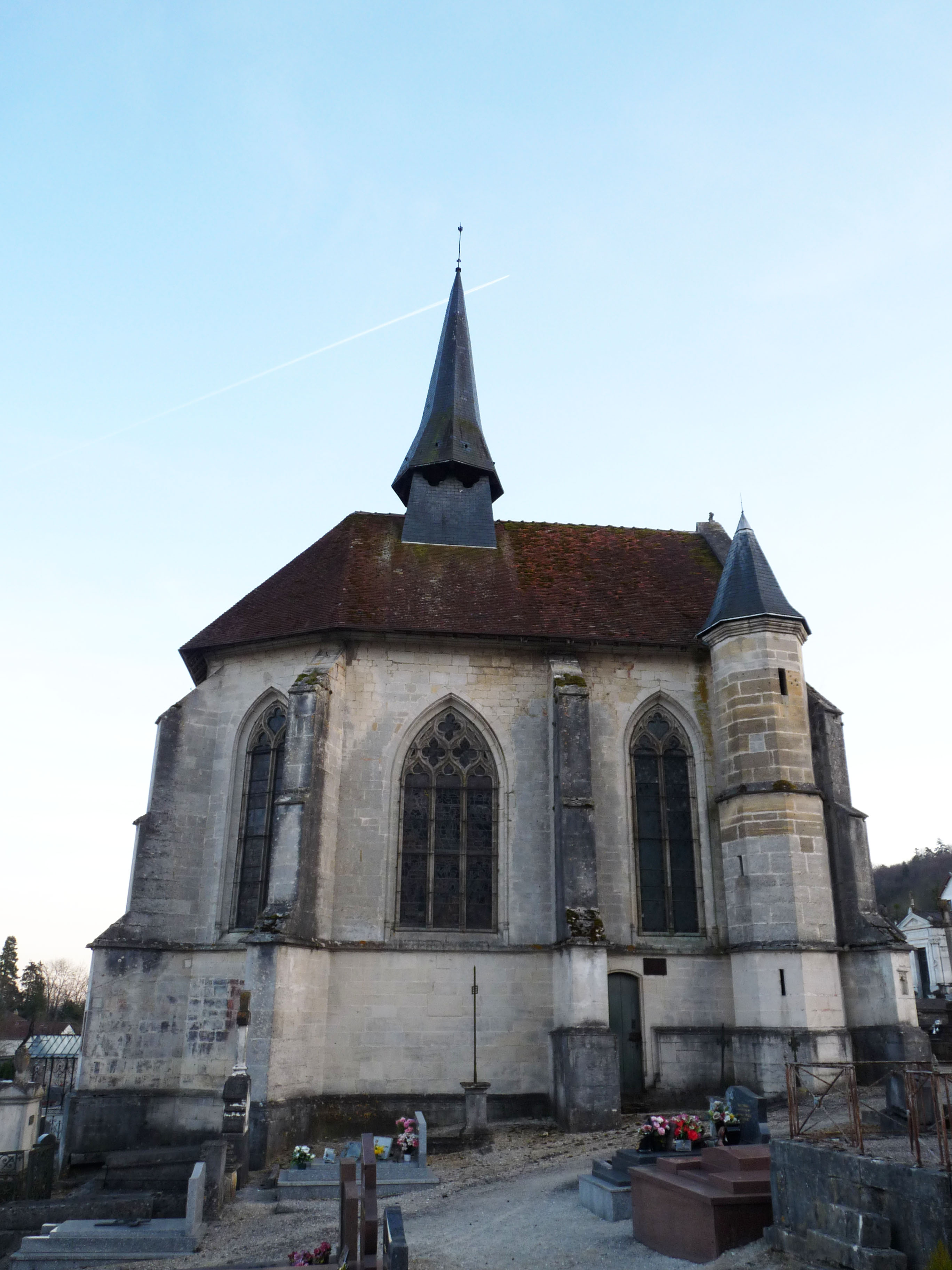
Kaplica św. Anny w Joinville, 2011
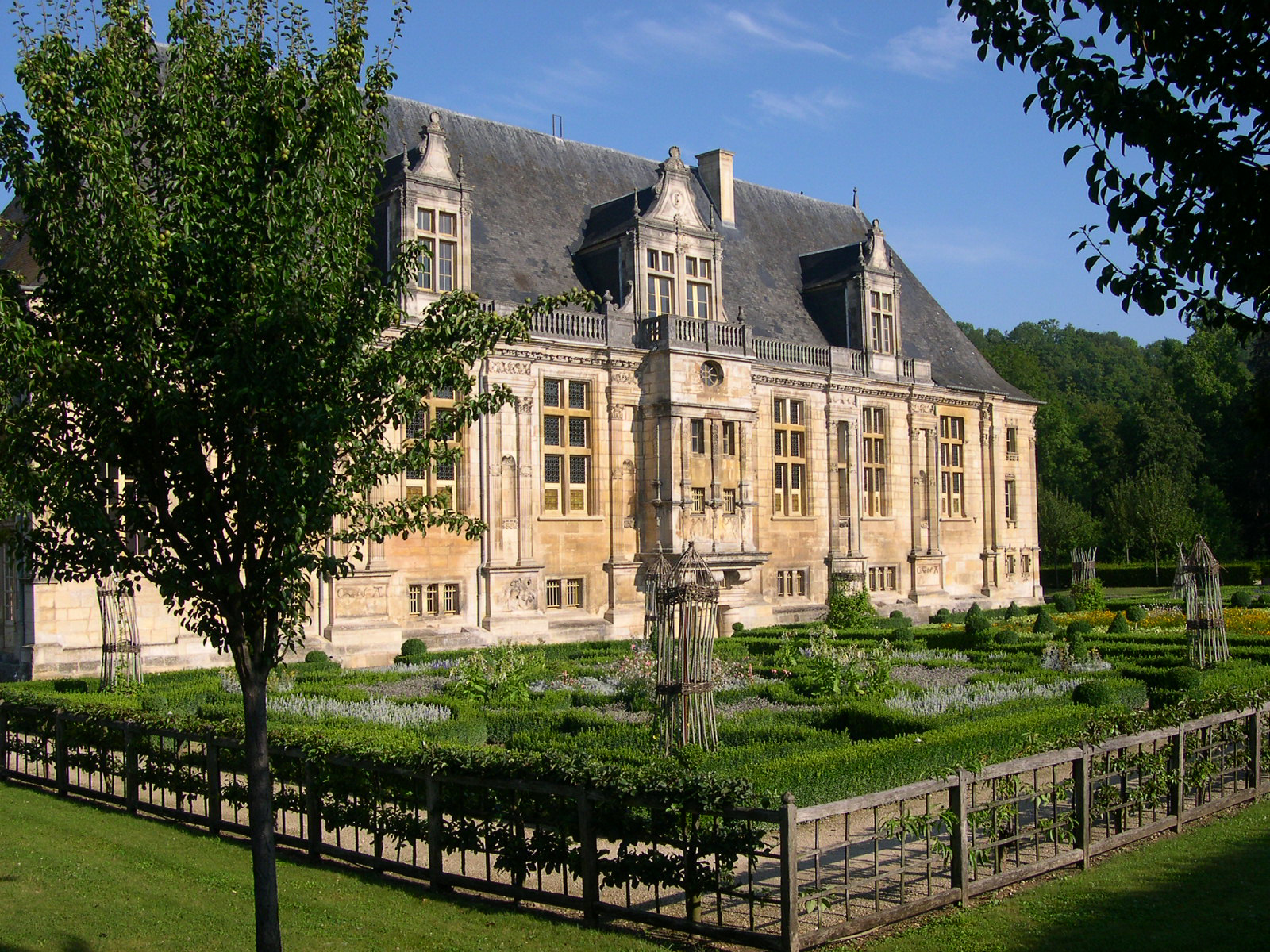
Zamek w Joinville, 2003

## Współpraca
- Buckingham, Wielka Brytania